# Robert Mizrachi
Robert Mizrachi (* 24. November 1978 in Miami, Florida) ist ein professioneller US-amerikanischer Pokerspieler. Er ist vierfacher Braceletgewinner der World Series of Poker und gewann 2004 das Main Event der Master Classics of Poker sowie 2022 das Main Event der World Poker Tour.

## Pokerkarriere

### Werdegang
Mizrachi begann das Pokerspiel im Jahr 2003 als seinen Hauptberuf auszuüben. Ein Jahr später gewann er das Main Event der Master Classics of Poker in Amsterdam und sicherte sich mehr als 370.000 Euro. Beim Main Event der World Poker Tour (WPT) im Mirage gelang ihm 2006 der Sprung an den Finaltisch, wofür er knapp 130.000 US-Dollar erhielt. Im Januar 2007 erreichte er beim Main Event des PokerStars Caribbean Adventures auf den Bahamas seinen zweiten WPT-Finaltisch und erhielt als Vierter mehr als 400.000 US-Dollar. Bei der World Series of Poker (WSOP) im Rio All-Suite Hotel and Casino am Las Vegas Strip gewann er 2007 knapp 770.000 US-Dollar sowie ein Bracelet durch den Sieg bei einem Turnier der Variante Pot Limit Omaha. Am Finaltisch schlug er u. a. Patrik Antonius und Doyle Brunson. Auch bei der WSOP in den Jahren 2014, 2015 und 2016 gewann er jeweils ein Bracelet. Bei der WSOP 2019 belegte Mizrachi den vierten Platz beim Pot-Limit Omaha High Roller und erhielt dafür knapp 500.000 US-Dollar. Mitte Juli 2022 setzte er sich beim WPT-Main-Event im Venetian Resort Hotel am Las Vegas Strip durch und erhielt seine bislang höchste Auszahlung von knapp 900.000 US-Dollar.
Insgesamt hat sich Mizrachi mit Poker bei Live-Turnieren knapp 9 Millionen US-Dollar erspielt.

### Braceletübersicht
Mizrachi kam bei der WSOP 89-mal ins Geld und gewann vier Bracelets:
| Jahr | Buy-in (in $) | Turnier                      | Teilnehmer | Preisgeld (in $) |
| ---- | ------------- | ---------------------------- | ---------- | ---------------- |
| 2007 | 10.000        | Pot Limit Omaha              | 314        | 768.889          |
| 2014 | 01.500        | Dealer’s Choice Six-Handed   | 419        | 147.092          |
| 2015 | 01.500        | Omaha Hi-Lo 8 or Better      | 918        | 251.022          |
| 2016 | 10.000        | Seven Card Stud Championship | 087        | 242.662          |

## Familie
Mizrachis jüngerer Bruder Michael und dessen Zwillingsbruder Eric sind ebenfalls erfolgreiche Pokerspieler. Ihr jüngerer Bruder Daniel ist ein professioneller Magier. Beim Main Event der WSOP 2010 platzierten sich alle vier Brüder in den Geldrängen.